# Pyrenestes ostrinus
Pyrenestes ostrinus là một loài chim trong họ Estrildidae.